# Svaté Pole
Svaté Pole (en allemand : Heiligfeld) est une commune du district de Příbram, dans la région de Bohême-Centrale, en République tchèque. Sa population s'élevait à 486 habitants en 2020.

## Géographie
Svaté Pole se trouve à 3,5 km au sud de Dobříš, à 13 km au nord-est de Příbram et à 42 km au sud-ouest de Prague.
La commune est limitée par Dobříš au nord, par Stará Huť à l'est, par Rybníky au sud-est, par Daleké Dušníky au sud, et par Obořiště à l'ouest.

## Histoire
La première mention écrite de la localité date de 1352.

## Administration
La commune se compose de deux quartiers :
- Budínek
- Svaté Pole

## Transports
Par la route, Svaté Pole se trouve à 4 km de Dobříš, à 17 km de Příbram et à 46 km de Prague.